# 新卡纳昂保利斯塔
新卡纳昂保利斯塔是巴西圣保罗州的一个市镇。总面积124.092平方公里，总人口2292人，人口密度18.5人/平方公里。